# Седрик Бардон
Седрик Бардон (на френски: Cédric Bardon) е френски футболист, бивш играч на Левски. Роден е на 15 октомври 1976 г. в Лион. Играл е в отборите на Олимпик Лион, Рен, Гингам, Льо Авър, Левски, Бней Йехуда и Анортозис Фамагуста. Юноша на Олимпик Лион.

## Левски
Дебютира за Левски на 11 септември 2005 срещу ЦСКА (1:1). Първият му гол за Левски е срещу отбора на Оксер в турнира за Купа на УЕФА, като отборът на Левски губи като гост с 1:2. Обикновено играе като плеймейкър, зад нападателите. Автор е на някои от най-важните попадения за Левски през последната година и половина. От значителна важност са головете му срещу Оксер (Франция) за Купата на УЕФА и двете му решителни попадения срещу италианския Киево в квалификациите на Шампионската лига за сезон 2006/2007.
През сезон 2005/06 взима участие в общо 20 мача от А група, в които бележи 7 гола, 2 мача за Купата на България без отбелязан гол и 10 мача и 1 гол в турнира за Купата на УЕФА. Общо във всички турнири през сезона има 32 мача и 8 гола.
През сезон 2006/07 има 25 мача и 8 гола в А група, 10 мача и 2 гола в турнира за Шампионската лига, 5 мача и 1 гол за Купата на България. Общо през сезона има 40 мача и 11 гола.
През 2008 Седрик Бардон подписва договор за година и половина с израелския футболен клуб Бней Йехуда.
През 2009 година отново се връща в Левски под ръководството на Ратко Достанич. Играе по-често като централен полузащитник. След края на 2009/10 е освободен от Левски.
Подписва договор за една година с третодивизионния Фрежус Сан Рафаел, за който изиграва 20 мача. След края на сезона се отказва.